# Дикое (озеро, Тавдинский район)
Дикое — озеро в Тавдинском городском округе Свердловской области, Россия.

## Географическое положение
Дикое озеро расположено в 15 километрах к востоку-юго-востоку от деревни Герасимовка в Тавдинском городском округе Свердловской области. Площадь озера — 0,85 км², уровень воды — 59 метров (по другим данным — 59,8 метра).

## Описание
Озеро не имеет поверхностного стока, берега его местами заболочены. В Диком озере водится карась, гольян, гнездятся водоплавающие птицы. В лесу возле водоёма встречается лось, кабан, заяц, лиса, волк.